# Barthélemy Clément Combes

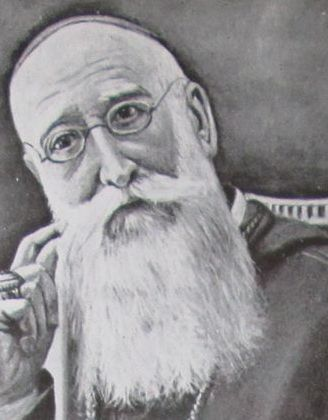
Clément Combes

Barthélemy Clément Combes (* 29. September 1839 in Marseillette, Frankreich; † 20. Februar 1922 in La Marsa, Tunesien) war ein französischer Geistlicher und von 1893 bis zu seinem Tod römisch-katholischer Erzbischof von Karthago. Zwischen 1908 und 1917 war er außerdem Erzbischof von Algier.

## Leben
Combes empfing am 2. Juli 1864 das Sakrament der Priesterweihe.
Am 17. Februar 1881 wurde er zum Bischof von Constantine in Algerien ernannt. Am 13. Mai desselben Jahres wurde die Ernennung durch Papst Leo XIII. bestätigt. Die Bischofsweihe spendete ihm am 9. Oktober desselben Jahres der Erzbischof von Algier, Charles Martial Lavigerie; Mitkonsekratoren waren Pierre-Marie-Etienne-Gustave Ardin, Bischof von Oran, sowie Prosper Auguste Dusserre, Combes' Vorgänger als Bischof von Constantine.
Am 16. Juni 1893 wurde Combes zum Erzbischof von Karthago (heutiges Erzbistum Tunis) ernannt. Dieses Amt hatte er bis zu seinem Tod inne. Am 28. November 1908 wurde er zusätzlich zum Erzbischof von Algier ernannt. Auf das Erzbistum Algier verzichtete er am 2. Januar 1917, blieb aber bis zu seinem Tod Erzbischof von Karthago.